# 海灣獅子魚
海灣獅子魚，為輻鰭魚綱鮋形目杜父魚亞目獅子魚科的其中一種，分布於西北大西洋區，從加拿大聖羅倫斯灣至美國緬因灣海域，棲息深度4-210公尺，為底棲性魚類，體長可達11.8公分，屬肉食性，生活習性不明。

## 擴展閱讀
維基物種上的相關：海灣獅子魚